# زاویدینتسه

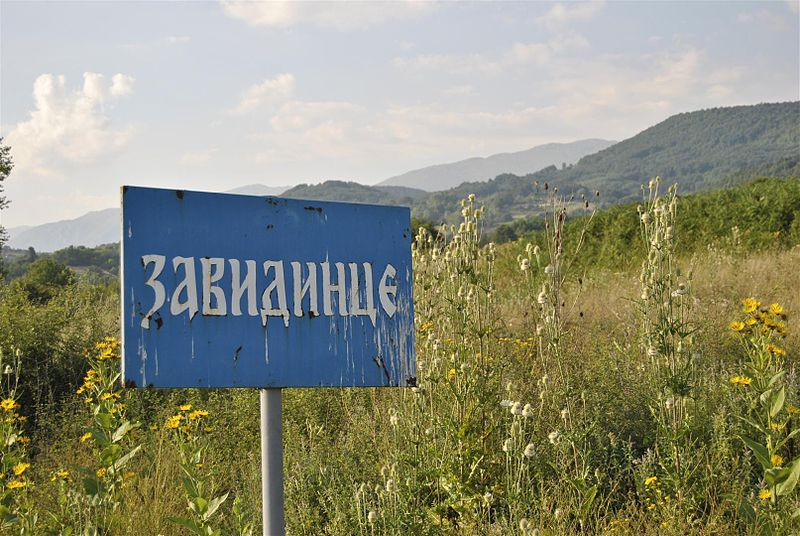
ورودی روستای زاویدینتسه

زاویدینتسه (به صربی: Zavidince) یک منطقهٔ مسکونی در صربستان است که در Opština Babušnica واقع شده‌است. زاویدینتسه ۵۰۳ نفر جمعیت دارد.